# Szpital kliniczny
Szpital kliniczny (uniwersytecki) – szpital stanowiący bazę dla uczelni medycznej w kontekście dydaktyki przed- i podyplomowej w kształceniu zawodów medycznych i prowadzenia badań naukowych. Ta dodatkowa funkcja (poza udzielaniem świadczeń zdrowotnych - szpitalnych), często znajduje odzwierciedlenie w nazwie podmiotu leczniczego lub zakładu leczniczego czy poszczególnych jednostek organizacyjnych szpitala (kliniki lub oddziały kliniczne).
Współpraca szpitala z uczelnią medyczną daje obustronne korzyści. Uczelni umożliwia realizację programu kształcenia zawodów medycznych oraz rozszerza możliwości w zakresie prowadzenia badań. Szpitalowi pozwala na wspieranie rozwoju kompetencji kadry medycznej oraz zwiększa dostęp do technologii i metod poprawiających jakość udzielania świadczeń. W Polsce wykorzystywanie w nazwie słów "kliniczny", "uniwersytecki" lub "klinika" jest zastrzeżone dla pomiotów leczniczych które zawarły umowy na udostępnienie jednostek organizacyjnych z uczelniami medycznymi (lub innymi uczelniami prowadzącymi kształcenie i działalność naukową w zakresie nauk medycznych lub nauk o zdrowiu). Wykorzystywanie ich przez inne podmioty lecznicze jest niedozwolone. 
W ostatnich latach częściej obserwuje wykorzystywanie słowa "uniwersytecki" niż "kliniczny" w nazwie. Pozwala to we współpracy międzynarodowej na łatwiejsze i adekwatne semantycznie wykorzystanie odpowiedników nazw podmiotów leczniczych w języku angielskim (university hospital).
Umowa między szpitalem a uczelnią określa wzajemne zobowiązania organizacyjne i finansowe oraz jest zatwierdzana jest przez ministra właściwego do spraw szkolnictwa wyższego i nauki oraz ministra właściwego do spraw zdrowia. Dla podmiotów leczniczych utworzonych lub prowadzonych przez uczelnie medyczne, zawarcie takiej umowy jest obowiązkowe, natomiast pozostałe podmioty lecznicze mogą taką umowę zawrzeć.
Szpitale kliniczne choć stanowią w systemie ochrony zdrowia w Polsce, unikalny i bardzo istotny potencjał udzielający wysokospecjalistycznych świadczeń wymagają systemowych rozwiązań które pozwalałyby funkcjonować im na współczesnym rynku usług medycznych (m.in w zakresie partnerskich relacji z uczelnią, odpowiednich instrumentów finansowania działalności leczniczej, dydaktycznej i naukowej oraz inwestycyjnej).

## Szpitale kliniczne w Polsce
| Podmiot tworzący / jednostka nadrzędna                     | Miasto              | Nazwa szpitala | Adres                                                 |
| ---------------------------------------------------------- | ------------------- | --- | ----------------------------------------------------- |
| Uniwersytet Medyczny w Białymstoku                         | Białystok           | Uniwersytecki Szpital Kliniczny w Białymstoku | ul. M. C. Skłodowskiej 24a                            |
| Uniwersytet Medyczny w Białymstoku                         | Białystok           | Uniwersytecki Szpital Kliniczny w Białymstoku | ul. Żurawia 14                                        |
| Uniwersytet Medyczny w Białymstoku                         | Białystok           | Uniwersytecki Szpital Kliniczny w Białymstoku | ul. Warszawska 18                                     |
| Uniwersytet Medyczny w Białymstoku                         | Białystok           | Uniwersytecki Dziecięcy Szpital Kliniczny im. dr Ludwika Zamenhofa                                                                                                   | ul. Waszyngtona 17                                    |
| Collegium Medicum Uniwersytetu Mikołaja Kopernika          | Bydgoszcz           | Szpital Uniwersytecki nr 1 im. dr. Antoniego Jurasza w Bydgoszczy | ul. Marii Skłodowskiej-Curie 9                        |
| Collegium Medicum Uniwersytetu Mikołaja Kopernika          | Bydgoszcz           | Szpital Uniwersytecki nr 2 im. dr. Jana Biziela w Bydgoszczy | ul. Ujejskiego 75                                     |
| Collegium Medicum Uniwersytetu Mikołaja Kopernika          | Ciechocinek         | Uzdrowiskowy Szpital Kliniczny | ul. Leśna 3                                           |
| Gdański Uniwersytet Medyczny                               | Gdańsk              | Uniwersyteckie Centrum Kliniczne | ul. Dębinki 7                                         |
| Gdański Uniwersytet Medyczny                               | Gdynia              | Uniwersyteckie Centrum Medycyny Morskiej i Tropikalnej | ul. Powstania Styczniowego 9B                         |
| Śląski Uniwersytet Medyczny w Katowicach                   | Zabrze              | Samodzielny Publiczny Szpital Kliniczny Nr 1 im. prof. Stanisława Szyszko                                                                                            | ul. 3-go Maja 13-15                                   |
| Śląski Uniwersytet Medyczny w Katowicach                   | Zabrze              | Śląskie Centrum Chorób Serca | ul. Marii Curie-Skłodowskiej 9                        |
| Śląski Uniwersytet Medyczny w Katowicach                   | Katowice            | Samodzielny Publiczny Szpital Kliniczny im. Andrzeja Mielęckiego | ul. Francuska 20-24                                   |
| Śląski Uniwersytet Medyczny w Katowicach                   | Katowice            | Uniwersyteckie Centrum Kliniczne im. prof. Kornela Gibińskiego | ul. Ceglana 35 ul. Medyków 14                         |
| Śląski Uniwersytet Medyczny w Katowicach                   | Katowice            | Górnośląskie Centrum Zdrowia Dziecka im. św. Jana Pawła II Samodzielny Publiczny Szpital Kliniczny Nr 6                                                              | ul. Medyków 16                                        |
| Śląski Uniwersytet Medyczny w Katowicach                   | Katowice            | Górnośląskie Centrum Medyczne im. prof. Leszka Gieca | ul. Ziołowa 45/47                                     |
| Collegium Medicum Uniwersytetu Jagiellońskiego             | Kraków              | Szpital Uniwersytecki w Krakowie | ul. Macieja Jakubowskiego 2 ul. Mikołaja Kopernika 36 |
| Collegium Medicum Uniwersytetu Jagiellońskiego             | Kraków              | Uniwersytecki Szpital Dziecięcy w Krakowie | ul. Wielicka 265                                      |
| Collegium Medicum Uniwersytetu Jagiellońskiego             | Kraków              | Uniwersytecka Klinika Stomatologiczna | ul. Montelupich 4                                     |
| Collegium Medicum Uniwersytetu Jagiellońskiego             | Zakopane            | Uniwersytecki Szpital Ortopedyczno-Rehabilitacyjny | ul. Balzera 15                                        |
| Uniwersytet Medyczny w Lublinie                            | Lublin              | Samodzielny Publiczny Szpital Kliniczny nr 1 | ul. Stanisława Staszica 16                            |
| Uniwersytet Medyczny w Lublinie                            | Lublin              | Samodzielny Publiczny Szpital Kliniczny nr 4 | ul. Kazimierza Jaczewskiego 8                         |
| Uniwersytet Medyczny w Lublinie                            | Lublin              | Dziecięcy Szpital Kliniczny im. prof. Antoniego Gębali | ul. Antoniego Gębali 6                                |
| Uniwersytet Medyczny w Łodzi                               | Łódź                | Centralny Szpital Kliniczny Uniwersytetu Medycznego w Łodzi | ul. Pomorska 251 / ul. Czechosłowacka 8/10            |
| Uniwersytet Medyczny w Łodzi                               | Łódź                | Uniwersytecki Szpital Kliniczny nr 1 im. Norberta Barlickiego | ul. Doktora Stefana Kopcińskiego 22                   |
| Uniwersytet Medyczny w Łodzi                               | Łódź                | Uniwersytecki Szpital Kliniczny nr 2 im. WAM w Łodzi - Centralny Szpital Weteranów                                                                                   | ul. Stefana Żeromskiego 113                           |
| Uniwersytet Medyczny w Łodzi                               | Łódź                | Samodzielny Publiczny Zakład Opieki Zdrowotnej Uniwersytecki Szpital Kliniczny nr 3 im. dr Seweryna Sterlinga (połączony z Centralnym Szpitalem Weteranów)           | ul. Doktora Seweryna Sterlinga 1/3                    |
| Uniwersytet Medyczny w Łodzi                               | Łódź                | Uniwersytecki Szpital Kliniczny nr 4 im. Marii Konopnickiej | ul. Sporna 36/50                                      |
| Uniwersytet Medyczny w Łodzi                               | Łódź                | Samodzielny Publiczny Zakład Opieki Zdrowotnej Uniwersytecki Szpital Kliniczny nr 5 im. gen. dyw. Bolesława Szareckiego (połączony z Centralnym Szpitalem Weteranów) | pl. gen. Józefa Hallera 1                             |
| Uniwersytet Medyczny w Łodzi                               | Łódź                | Samodzielny Publiczny Zakład Opieki Zdrowotnej Uniwersytecki Szpital Kliniczny nr 6 – Instytut Stomatologii (w ramach Centralnego Szpitala Klinicznego)              | ul. Pomorska 251                                      |
| Collegium Medicum Uniwersytetu Warmińsko-Mazurskiego       | Olsztyn             | Uniwersytecki Szpital Kliniczny w Olsztynie | ul. Warszawska 30                                     |
| Pomorski Uniwersytet Medyczny w Szczecinie                 | Szczecin            | Samodzielny Publiczny Szpital Kliniczny nr 1 im. prof. Tadeusza Sokołowskiego                                                                                        | ul. Unii Lubelskiej 1                                 |
| Pomorski Uniwersytet Medyczny w Szczecinie                 | Szczecin            | Samodzielny Publiczny Szpital Kliniczny nr 2 | al. Powstańców Wielkopolskich 72                      |
| Pomorski Uniwersytet Medyczny w Szczecinie                 | Police              | Samodzielny Publiczny Szpital Kliniczny nr 1 im. prof. Tadeusza Sokołowskiego – Zespół Szpitalny w Policach                                                          | ul. Siedlecka 2                                       |
| Uniwersytet Medyczny im. Karola Marcinkowskiego w Poznaniu | Poznań              | Szpital Kliniczny Przemienienia Pańskiego | ul. Długa 1/2                                         |
| Uniwersytet Medyczny im. Karola Marcinkowskiego w Poznaniu | Poznań              | Uniwersytecki Szpital Kliniczny w Poznaniu | ul. Przybyszewskiego 49                               |
| Uniwersytet Medyczny im. Karola Marcinkowskiego w Poznaniu | Poznań              | Ginekologiczno-Położniczy Szpital Kliniczny | ul. Polna 33                                          |
| Uniwersytet Medyczny im. Karola Marcinkowskiego w Poznaniu | Poznań              | Ortopedyczno-Rehabilitacyjny Szpital Kliniczny im. Wiktora Degi | ul. 28 Czerwca 1956 r. nr 135/147                     |
| Uniwersytet Medyczny im. Karola Marcinkowskiego w Poznaniu | Poznań              | Szpital Kliniczny im. Karola Jonschera | ul. Szpitalna 27/33                                   |
| Uniwersytet Medyczny im. Piastów Śląskich we Wrocławiu     | Wrocław             | Uniwersytecki Szpital Kliniczny im. Jana Mikulicza-Radeckiego | ul. Borowska 213                                      |
| Uniwersytet Opolski                                        | Opole               | Uniwersytecki Szpital Kliniczny w Opolu | al. W. Witosa 26                                      |
| Warszawski Uniwersytet Medyczny                            | Warszawa            | Uniwersyteckie Centrum Kliniczne Warszawskiego Uniwersytetu Medycznego                                                                                               | ul. Banacha 1a                                        |
| Warszawski Uniwersytet Medyczny                            | Warszawa            | Samodzielny Publiczny Kliniczny Szpital Okulistyczny | ul. Sierakowskiego 13                                 |
| Warszawski Uniwersytet Medyczny                            | Warszawa            | Szpital Kliniczny im. Księżnej Anny Mazowieckiej | ul. Karowa 2                                          |
| Centrum Medyczne Kształcenia Podyplomowego                 | Warszawa            | Samodzielny Publiczny Szpital Kliniczny im. prof. Witolda Orłowskiego                                                                                                | ul. Marymoncka 99/103                                 |
| Centrum Medyczne Kształcenia Podyplomowego                 | Otwock              | Samodzielny Publiczny Szpital Kliniczny im. prof. Adama Grucy | ul. Księdza Stanisława Konarskiego 13                 |
| Minister Obrony Narodowej                                  | Bydgoszcz           | 10. Wojskowy Szpital Kliniczny z Polikliniką | ul. Powstańców Warszawy 5                             |
| Minister Obrony Narodowej                                  | Kraków              | 5. Wojskowy Szpital Kliniczny z Polikliniką im. gen. bryg. prof. dr hab. n. med. Mariana Garlickiego                                                                 | ul. Wrocławska 1/3                                    |
| Minister Obrony Narodowej                                  | Lublin              | 1. Wojskowy Szpital Kliniczny z Polikliniką SP ZOZ w Lublinie | al. Racławickie 23                                    |
| Minister Obrony Narodowej                                  | Wrocław             | 4. Wojskowy Szpital Kliniczny z Polikliniką we Wrocławiu | ul. Rudolfa Weigla 5                                  |
| Wojskowy Instytut Medyczny                                 | Warszawa            | Centralny Szpital Kliniczny Ministerstwa Obrony Narodowej | ul. Szaserów 128                                      |
| Państwowy Instytut Medyczny MSWiA                          | Warszawa            | Centralny Szpital Kliniczny | ul. Wołoska 137                                       |
| Collegium Medicum Uniwersytetu Zielonogórskiego            | Zielona Góra        | Szpital Uniwersytecki im. Karola Marcinkowskiego w Zielonej Górze | ul. Zyty 26                                           |
| Collegium Medicum Uniwersytetu Zielonogórskiego            | Gorzów Wielkopolski | Wielospecjalistyczny Szpital Wojewódzki w Gorzowie Wielkopolskim - Katedra i Klinika Hematologii, Onkologii i Radioterapii                                           | ul. Dekerta 1                                         |